# Nobiltà portoghese

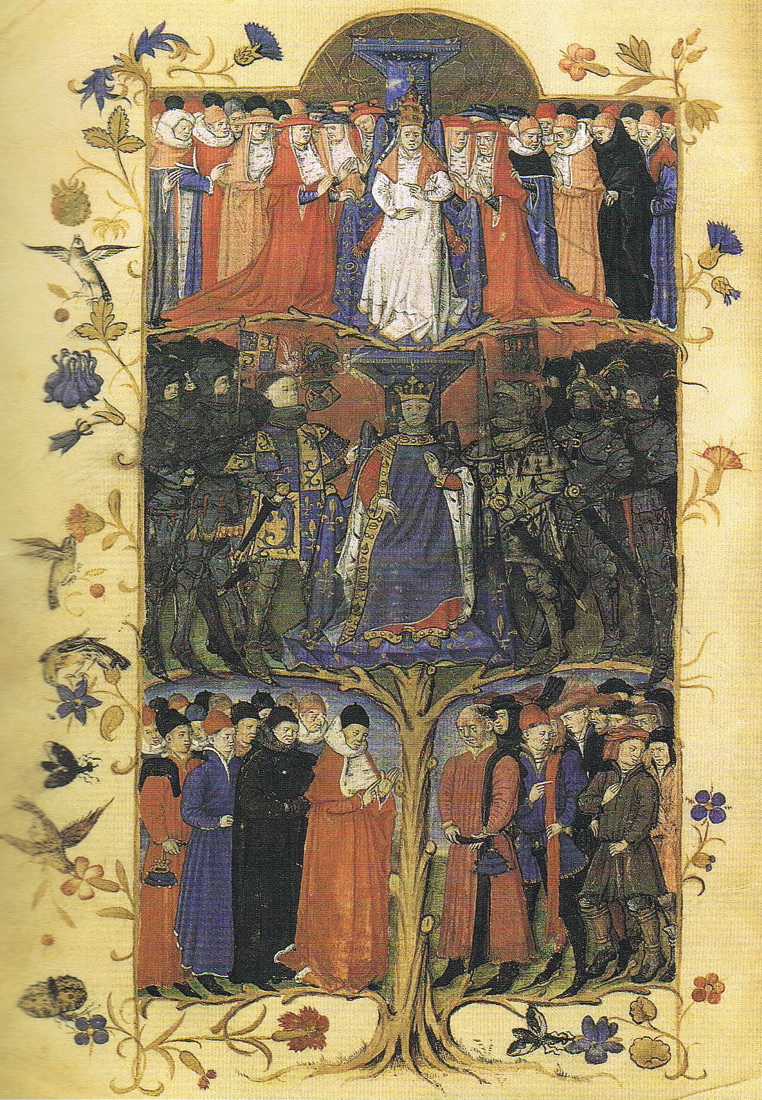
I tre "stati" della tradizionale stratificazione sociale del Quattrocento nel mondo occidentale: clero, nobiltà e terzo stato.

La nobiltà portoghese era la classe sociale costituita dall'insieme delle persone legalmente privilegiate e titolate, e riconosciute come tali dal Regno del Portogallo (1139-1910). All'epoca della monarchia assoluta, i nobili godevano di molti più privilegi e detenevano gli incarichi più importanti, secondi solo ai membri della dinastia regnante e alle più alte gerarchie della Chiesa Cattolica Romana. Tuttavia, con l'introduzione della monarchia costituzionale nel 1834, il potere dei nobili diminuì notevolmente, anche se il processo di erosione del loro potere era già iniziato circa un secolo prima con il primo ministro Sebastião José de Carvalho e Melo.
Dopo che il Portogallo divenne una repubblica nel 1910, alcuni discendenti dell'antica nobiltà continuarono a portare i titoli appartenuti alle rispettive famiglie in base alla disciplina dell'Istituto portoghese della Nobiltà (Instituto da Nobreza Portuguesa in lingua portoghese), tradizionalmente guidato dal duca di Braganza, l'ultimo dei quali, il 24º, è Duarte Pio di Braganza.

## Ranghi nobili
Nella nobiltà portoghese i livelli di nobiltà sono i seguenti:
1. Ducati Reali
2. Ducati Ereditari
3. Marchesati
4. Contee
5. Viscontee
6. Baronie
7. Cavalierati ereditari
8. Signorie
9. Maggiorascati

## Storia

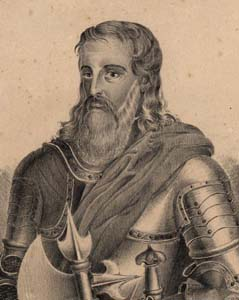
Henrique, ultimo Conte di Portugal. Suo figlio, Afonso Henriques, concesse l'indipendenza alla contea e lo trasformò in regno.

La nobiltà portoghese ha le sue radici nel regno di Alfonso VI di León, il cui regno vide i figli maschi della nobiltà leonese affermarsi come piccola nobiltà nel nord del Portogallo, tra il fiume Minho e il fiume Douro.
Durante il regno di Manuele I del Portogallo, la nobiltà portoghese erano già annotate e registrate, con registrazioni risalenti al XII secolo.
Per la nobiltà che era cresciuta attraverso i livelli, avrebbero avuto bisogno di confermare la loro consacrazione e il continuo amorevole servizio al re.
Fu anche durante il regno di Re Manuele I, che le regole stabilirono l'uso dei gradi di nobiltà, nonché l'uso dello stemma araldico, per impedire l'adozione sia di abusi che fissare i diritti della nobiltà.
Tutti i nobili erano considerati vassalli del Re del Portogallo.

## Attualità

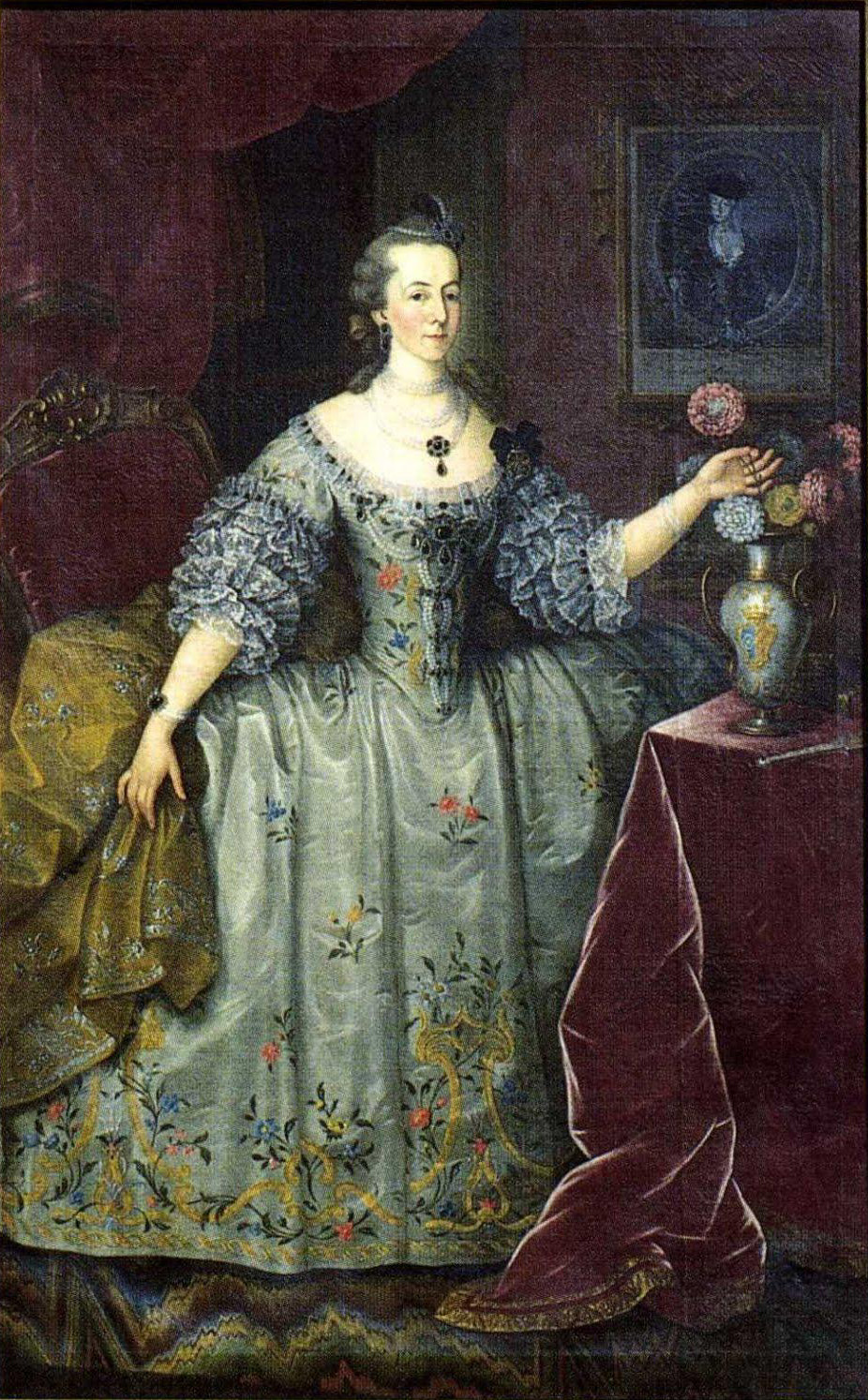
La Marchesa di Pombal, un esempio di una nobile per matrimonio.

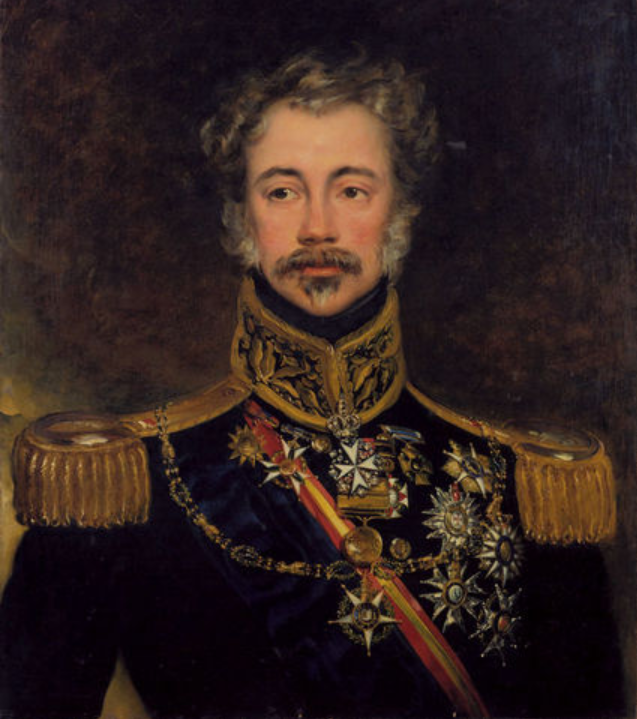
Il Duca di Saldanha, un esempio di un nobile potente post-costituzione.

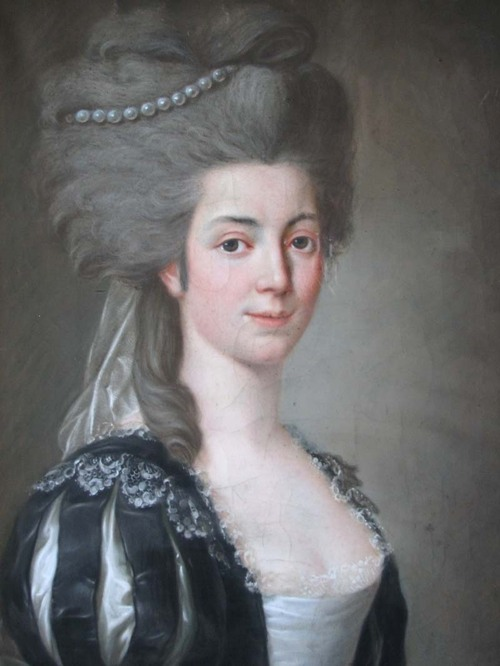
La Marchesa di Alorna, una nobildonna per proprio diritto.

Dopo la proclamazione della repubblica portoghese, la nobiltà in Portogallo è stata sciolta ufficialmente dalla legge dalla costituzione portoghese.
Duarte Nuno di Braganza, duca di Braganza e capo della Casata Reale del Portogallo, avrebbe alla fine creato il Consiglio di Nobiltà portoghese, una organizzazione che avrebbe regolato la nobiltà del Portogallo, durante la repubblica, dallo studio degli alberi genealogici e titoli nobiliari. Durante questo periodo, non furono concessi nuovi titoli.
L'attività principale del concilio era la ricreazione di vecchi titoli con i pretendenti legittimi.
Dopo la morte di Duarte Nuno, suo figlio, Duarte Pio, Duca di Braganza, dichiarò il Concilio di Nobiltà sciolto e fu per questo criticato da molti. Alla fine creò quello che oggi è chiamato l'Instituto da Nobreza Portuguesa, che cerca di perpetuare gli uffici dell'iniziale Consiglio di Nobiltà.

## Titoli posseduti dalla regalità
Oltre a detenere i titoli reali, la casa regnante del Portogallo ha, a volte, detenuto altri titoli nobiliari, sia attraverso l'acquisizione prima di ottenere il trono o per sovvenzione da parte del monarca. Di seguito sono riportati i titoli che furono posseduti in tempi diversi dai reali portoghesi:

### Titoli posseduti dall'erede al trono di Portogallo
- Duca di Braganza
- Duca di Guimarães
- Marchese di Vila Viçosa
- Conte di Guimarães
- Conte di Arraiolos
- Conte di Ourém
- Conte di Neiva
- Conte di Faria

### Titoli posseduti dall'erede dell'erede al trono del Portogallo
- Duca di Barcelos
- Conte di Barcelos

### Titoli assegnati ai figli del monarca regnante
- Duca di Porto [2]
- Duca di Beja [3]

### Titoli concessi ai membri della famiglia reale senza designazione specifica
- Duca di Viseu
- Duca di Coimbra
- Duca di Guarda
- Duca di Trancoso

### Titoli detenuti dal monarca regnante
- Signore di Ceuta
- Signore di Alcácer in Africa
- Signore di Guinea